# Хохлачёв, Борис Александрович
Борис Александрович Хохлачёв (11 марта 1925, Щурово, Московская губерния — 10 марта 1992, Москва) — передовик советской строительной промышленности, директор Ульяновского цементного завода Министерства промышленности строительных материалов СССР, Ульяновская область, Герой Социалистического Труда (1974).

## Биография
Родился 11 марта 1925 года в Щурово (ныне — в составе Коломны) в русской семье. В 1942 году завершил обучение в школе и успешно поступил в институт. В 1943 году призван в ряды Красной Армии. Обучался и служил в Военно-морском авиационном училище авиамехаником.
После увольнения со службы в 1946 году стал обучаться в Бежицком институте транспортного машиностроения в городе Брянск. Окончив обучение, был направлен на Брянский цементный завод, а затем в Казахскую ССР (ныне — Республика Казахстан) на Семипалатинский цементный завод, где работал главным инженером, с 1961 года — директором завода.
С 1963 по 1984 годы работал в должности директора Ульяновского цементного завода в городе Новоульяновске Ульяновской области. Руководил предприятием 21 год.
Под его руководством происходила модернизация производственного цикла и мощностей. При нём произведено строительство и пуск в эксплуатацию 3-й и 4-й технологических линий с вращающимися печами 4,5×170 метров. Организатор выпуска 31 декабря 1971 года 100-миллионной тонны цемента в СССР. Автор 20 изобретений и многих научных статей и публикаций.
За выдающиеся успехи в выполнении и перевыполнении планов 1973 года и принятых социалистических обязательств, Указом Президиума Верховного Совета СССР от 8 января 1974 года Хохлачёву Борису Александровичу было присвоено звание Героя Социалистического Труда с вручением ордена Ленина и золотой медали «Серп и Молот».
В качестве директора много внимания уделял развитию социально-бытовой инфраструктуры. Были возведены: Дворец культуры на 800 мест, стадион, пионерский лагерь, санаторий-профилакторий на 100 мест, жилые дома с полезной площадью 50 тысяч квадратных метров.
В 1984 году переведён на должность директора Всесоюзного государственного специального бюро по проведению пусконаладочных и проектно-конструкторских работ в цементной промышленности «Оргпроектцемент» Минстройматериалов СССР, в городе Москва.
Был делегирован на XXV съезда КПСС (1976). Избирался депутатом Новоульяновского городского и Ульяновского областного Советов депутатов трудящихся, являлся членом ревизионной комиссии Ульяновского обкома КПСС, делегатом XV съезда профсоюзов СССР.
Проживал в Москве. Умер 10 марта 1992 года. Похоронен на Троекуровском кладбище.

## Награды
За трудовые успехи удостоен:
- золотая звезда «Серп и Молот» (08.01.1974)
- два ордена Ленина (28.07.1966, 08.01.1974)
- Орден Октябрьской Революции (07.05.1971)
- Медаль «За трудовую доблесть»
- другие медали.